# لشکرآباد (چهارباغ)
لشکراباد
لشگر آباد یکی از روستاهای خوش آب و هوای شهرستان چهارباغ است. در سرشماری عمومی نفوس و مسکن (۱۳۹۵) جمعیت آن ۷۱۹۸ نفر در ۲۲۸۱ خانوار برآورد شده است که از آن میان ۳۸۱۵ نفر مرد و ۳۳۸۳ نفر زن بوده اند. رشد جمعیت در لشکر آباد سبب افزایش مهاجرت از شهرهای مجاور به این منطقه برای خرید باغ یا ویلا شده و ساکنین تهران و کرج در سال های اخیر توجه ویژه‌ای به این منطقه داشته‌اند.
این روستا در همسایگی سهیلیه، اوغلان تپه، آغچه حصار و روستای عباس آباد بزرگ قرار دارد.                     موقعیت جغرافیایی لشگر آباد بصورت زیر می باشد:
از شمال: با کردان، سعید آباد، کوهسار و آجین دوجین
از جنوب: با رامجین، آغچه حصار، اغلان تپه و اسماعیل آباد
از شرق: با کوی بهروز، دهکده ورزشی چهار باغ و طاووسیه
از غرب: با آران، سرخاب، کریم آباد و اقبالیه

## مشخصات و ویژگی‌ها
اولین ویژگی روستای لشگرآباد که آنرا منحصر به فرد کرده، وجود رودخانه فصلی کردان در قسمت شمال غربی لشگر آباد است. این رودخانه علاوه بر زیبایی بصری، بخش قابل توجهی از آب مورد نیاز برای باغداری و کشاورزی را تامین می کند.
خیابان درختی لشگر آباد هر سال گردشگران و مسافران زیادی را به خود جذب کرده، همانگونه که از اسم این تفرجگاه پیداست، در دو طرف مسیر خیابان سراسر درختان سر به فلک کشیده ای رشد کردند که باعث به وجود آمدن منظره های زیبایی در چهار فصل سال شده اند. همچنین وجود جوی آب روان زیر درخت‌ها فضایی مناسب برای استراحت کردن و لذت بردن از آب و هوای معتدل این روستا را فراهم کرده است.

## موقعیت جغرافیایی لشگر آباد
موقعیت جغرافیایی لشگر آباد بصورت زیر می باشد:
از شمال: با کردان، سعید آباد، کوهسار و آجین دوجین
از جنوب: با رامجین، آغچه حصار، اغلان تپه و اسماعیل آباد
از شرق: با کوی بهروز، دهکده ورزشی چهار باغ و طاووسیه
از غرب: با آران، سرخاب، کریم آباد و اقبالیه
به دلیل آسفالت بودن جاده دسترسی راحتی به روستاها و شهرک های اطراف دارید.

## فاصله زمانی و مسافتی لشگرآباد
در اینجا فاصله لشگر آباد با چند منطقه که بیشترین رفت و آمد را دارند مشخص کردیم.
فاصله لشکر آباد تا کرج: برای رفتن به کرج 3 مسیر در دسترس است. که به صورت تقریبی از نظر زمانی 49 دقیقه و از نظر مسافتی 29 کیلومتر در راه هستید.
فاصله لشگرآباد تا تهران: برای حرکت کردن به مقصد تهران 3 مسیر روی نقشه مشخص شده است. که به طور میانگین از نظر زمانی 1 ساعت و 40 دقیقه و از نظر مسافتی 81 کیلومتر در راه هستید.
فاصله لشکر آباد تا کردان: برای رفتن به مقصد کردان تنها یک مسیر جاده ای وجود دارد که به طور تقریبی می توان گفت بعد از 30 دقیقه رانندگی و پیمودن 16 کیلومتر رسیده اید.
همچنین برای علاقه مندان به ورزش های گوناگون در رشته های مختلف؛ شهرک یا همان دهکده ورزشی چهارباغ بهترین انتخاب است. فاصله زمانی تا دهکده حدوداٌ 28 دقیقه است. که بعد از طی کردن 14 کیلومتر به مقصد خود می رسید.

### آب و هوای لشگر آباد کرج چگونه است ؟
لشگر آباد منطقه ای سرسبز با آب و هوایی معتدل است. این منطقه دارای تابستان هایی خنک و زمستان های نسیتاٌ سردی می باشد. سرمای زمستان در لشگر آّباد چیزی همانند سرمای زمستان در کرج است و چندان طاقت فرسا نیست. و با توجه به اینکه بخشی از انشعاب رودخانه فصلی کردان از این روستا عبور می کند، مشکل کم آبی تا به حال حاد نشده است. همچنین علاقمندان به تفریحات آبی یا خریداران ویلا، می توانند با ساخت استخر به تفریح بپردازند و از نور مناسب آفتاب استفاده کنند.

### کشاورزی و باغداری در لشگرآباد
لشگر آباد کرج به دلیل قرار گیری در بخش سهیلیه، از خاک حاصلخیز و هوای معتدلی برخوردار است. وجود منابع آبی زیر زمینی سبب رونق کشاورزی و باغداری در این منطقه شده است.
کشت انواع سبزیجات، میوه ها و صیفی جات در لشگر آباد بسیار رایج می باشد. زیبایی و سرسبزی باغ های موجود در لشگرآباد به خاطر وجود چشمه های گوناگون و آبخیز در این منطقه است. این موضوع سبب شده تا پرورش انواع گل و گیاهان زینتی رونق بگیرد.
بخشی از ساخت و ساز های غیر مجاز به خصوص ویلا هایی که در اراضی کشاورزی ساخته شده بودند را به سرعت تخریب کردند. در نتیجه برای افرادی که قصد خرید ملک در لشگرآباد را دارند توجه به این موضوع به استاد و مدارک املاک در این روستا اهمیت دارد.

### مناطق تاریخی و گردشکری لشگر آباد
حال که متوجه شدید لشگر آباد کرج کجاست و چه ویژگی های اقلیمی و جغرافیایی دارد، بد نیست تا با آثار تاریخی و گردشگری این روستای ییلاقی نیز آشنا شوید. لشگر آباد کرج به دلیل قدمت بالایی که دارد از آثار تاریخی و باستانی بسیاری نیز برخوردار است.
تپهٔ لشکرآباد تپه‌ای باستانی در روستای لشکرآباد از توابع شهرستان ساوجبلاغ در استان البرز است که شامل دو محوطهٔ باستانی، یکی حاج تپه و دیگری محوطهٔ باستانی محدودهٔ باغ انگوری روستا است که سفال‌های خشن نخودی و بیشتر قطعات سفالی مربوط به خمره و سفال‌های ظریف لعابدار و بدون لعاب دوران اسلامی را شامل می‌شود. همچنین سفال‌های خشن قرمز در آنجا به چشم مسخورد. هر ساله گردشگران و علاقه مندان زیاذی به آثار تاریخی و باستانی را به خود جذب می کند. دومین مکان تاریخی نزدیک به این روستای تاریخی تپه باستانی روستای قوهه است. این محوطه باستانی که گویا محل سکونت مردمانی در دوره پیش از تاریخ و دوران قبل اسلام و دوران اسلامی بوده است شامل تپه ای به ارتفاع 17 متر و محوطه باستانی آن در موقعیت روستای قوهه از توابع شهرستان ساوجبلاغ قرار گرفته است. جالب است بدانید فاصله لشگراباد تا روستای قوهه میانگین 33 دقیقه است. و فقط 15 کیلومتر در راه هستید. 
- مشارکت‌کنندگان ویکی‌پدیا. «Lashkarabad». در دانشنامهٔ ویکی‌پدیای انگلیسی، بازبینی‌شده در ۶ ژوئیه ۲۰۱۵.